# Extinction Trias-Jurassique
| Millions d'années O-S Fin D Cap P-Tr Tr-J K-Pg |

Le graphique bleu indique le pourcentage apparent (pas en nombre absolu) de genres d'animaux marins ayant disparu au cours d'un intervalle de temps. Il ne représente pas toutes les espèces marines, mais seulement les espèces marines fossiles. Les 5 plus grandes extinctions sont liées, voir les extinctions massives pour plus de détails.
Source et information sur le graphique
L'extinction Trias-Jurassique ou extinction Tr-J est une extinction massive qui s'est produite à la fin du Trias, il y a environ 200 Ma. Près de 20 % des espèces marines et une part importante des grands vertébrés terrestres (une partie des pseudosuchiens, des thérapsides, des temnospondyles et des embolomères) ont disparu[réf. nécessaire]. Elle s'est produite à peu près au moment où la Pangée s'est fracturée. La diversité biologique a été fortement diminuée.
Cette extinction a permis l'explosion radiative des dinosaures et des mammifères en libérant des niches écologiques.

## Datation
La datation par l'uranium-plomb de cendres volcaniques (du bassin de Pucará, dans le nord du Pérou, et des chutes du canyon de New York (en), dans la sierra Nevada) et de zircons inclus dans le basalte de la montagne du Nord (Nouvelle-Écosse), marqueurs de la limite Trias-Jurassique, a donné un âge très précis de 201,31 ± 0,43 Ma.

## Causes
La cause ou les causes conjuguées responsables de l'extinction majeure de la fin du Trias ne sont pas connues. Plusieurs théories sont avancées :
- un changement climatique graduel ou des fluctuations du niveau de la mer[a] ;
- un ou plusieurs impacts d'astéroïdes, mais on ne connaît pas de très grand cratère d'impact datant de cette période, seulement une chaîne de cratères de taille moyenne ;
- des épisodes volcaniques ayant entraîné un réchauffement climatique global, liés à l'ouverture de la province magmatique centre atlantique[2] et entraînant le dégazage des hydrates de clathrate ;
- des émissions de substances volcaniques toxiques à fortes concentrations pulsées de mercure, observées dans les sédiments marins et terrestres à la limite Trias-Jurassique dans le sud de la Scandinavie et le nord de l’Allemagne en corrélation avec l’activité volcanique intense de la province magmatique centre atlantique. L'augmentation des niveaux de mercure, un élément génotoxique, est également corrélée à une fréquence élevée de spores de fougères anormales, indiquant un stress environnemental grave et des perturbations génétiques chez les plantes mères[3],[4].

Selon une étude de 2024, la cause de l'extinction serait liée à l'activité volcanique. Mais elle ne serait pas à chercher dans le réchauffement climatique résultant à terme de l'émission de gaz à effet de serre. Le responsable de l'extinction serait au contraire l'hiver volcanique qui à immédiatement suivi les éruptions volcaniques du fait de projections massives d'aérosols sulfatés,.